# Діого Карвалью
Діого Карвалью (порт. Diogo Carvalho, 26 березня 1988) — португальський плавець.
Учасник Олімпійських Ігор 2008, 2012, 2016 років.
Призер Чемпіонату Європи з плавання на короткій воді 2013, 2015 років.